# Charles Livingstone Mbabazi
Charles Livingstone Mbabazi (né le 18 octobre 1980) est un footballeur ougandais jouant dans le club vietnamien de Binh Duong FC depuis 2009.

## Biographie
En tant que milieu, Charles Livingstone Mbabazi fut international ougandais à 36 reprises (1998-2003) pour 7 buts.
Il commença sa carrière à Kampala City Council, sans rien remporter. Puis il joua en Europe, dans le club irlandais de St. Patrick's Athletic Football Club. Il remporta une Coupe de la Ligue d'Irlande de football en 2001. Il fut considéré comme l'un des joueurs les plus talentueux du club. En 2003, il doit se retirer du football à la suite de la découverte d'un problème cardiaque, puis retourne dans son pays en 2004.
En 2006, il rejoue au football et s'engage pour un club vietnamien, l'ACB Hanoi, avec qui il remporta la Coupe du Viêt Nam en 2008. Il signe en 2009 au Binh Duong FC, avec qui il termine troisième du championnat vietnamien. 

## Clubs
- 1999 :  Kampala City Council
- 1999-2003 :  St. Patrick's Athletic Football Club
- 2006-2008 :  ACB Hanoi
- 2009- :  Binh Duong

## Palmarès
- Coupe de la Ligue d'Irlande de football
  - Vainqueur en 2001
- Coupe d'Irlande de football
  - Finaliste en 2003
- Coupe du Viêt Nam de football
  - Vainqueur en 2008